# Heaven (película de 1998)
Heaven es una película neozelandesa-estadounidense de suspenso y crimen de 1998, dirigida y escrita por Scott Reynolds, está basada en una novela de Chad Taylor; musicalizada por Victoria Kelly, en la fotografía estuvo Simon Raby y los protagonistas son Martin Donovan, Daniel Edwards y Richard Schiff, entre otros. El filme fue producido por Miramax y Midnight Film Productions Limited; se estrenó el 1 de septiembre de 1998.

## Sinopsis
Robert es un arquitecto adicto al juego. Su carrera está estancada; se está divorciando de su mujer Jennifer, y la pelea por la custodia de su hijo parece tener resultados negativos. La ludopatía de Robert lo lleva a The Paradise, un club de alterne, donde se le presenta una oportunidad de trabajo de arquitectura, y de esa manera podrá saldar lo que debe por el juego a Stanner, el propietario.